# Lebrija
Lebrija er en by og kommune i det sydlige Spanien i provinsen Sevilla. Den har et indbyggertal på 27.745 (2024) indbyggere.